# Fedőneve: Puma
A Fedőneve: Puma (eredeti címén: Der Puma - Kämpfer mit Herz) egy 2000-ben bemutatott német akciósorozat Mickey Hardttal a főszerepben. A sorozat akciókoreográfiáját és néhány részét a hongkongi harcművész Donnie Yen rendezte. Magyarországon az RTL Klub mutatta be 2002. június 22-én.

## Történet
A sorozat főszereplője Josh Engel, aki taekwondoiskolát üzemeltet Berlinben. Amikor egy felhőkarcolót terroristák foglalnak el, Josh megmenti a túszokat és a rendőrség nem hivatalos segítőjévé válik.

## Szereplők
- Josh Engel: Mickey Hardt (Bozsó Péter)
- Jackie Winter: Susanne Hoss (Orosz Anna)
- Mehmet Schulz: Ercan Durmaz (Galbenisz Tomasz)

## Epizódok
| #  | Cím                              | Rendező           | Író                         | Premier                                                                 |
| -- | -------------------------------- | ----------------- | --------------------------- | ----------------------------------------------------------------------- |
| 1. | Túszejtők (Pilotfilm)            | Axel de Roche     | Uwe Kossmann                | 1999. december 9. 2002. június 22. (1. rész) 2002. június 29. (2. rész) |
| 2. | Sztriptíz (Traumtänzer)          | Michael Schneider | Markus Hoffmann             | 2000. szeptember 2. 2002. július 27.                                    |
| 3. | Testvéri szeretet (Bruderliebe)  | Michael Schneider | Uwe Kossmann                | 2000. november 9. 2002. július 20.                                      |
| 4. | A pénz nyomában (Das Findelkind) | Michael Heiter    | Uwe Kossmann                | 2000. november 16. 2002. július 6.                                      |
| 5. | A szemtanú (Nana)                | Michael Heiter    | Uwe Kossmann                | 2000. november 23. 2002. július 13.                                     |
| 6. | Zsarolók (Trucker)               | Jürgen Bretzinger | Adnan Köse                  | 2000. december 7. 2002. augusztus 3.                                    |
| 7. | A kis tolvaj (Der Außenseiter)   | Jürgen Bretzinger | Lorenz Stassen              | 2000. december 14. 2002. augusztus 10.                                  |
| 8. | Pénzbehajtók (Kickbox-Inferno)   | Michael Schneider | Markus Hoffmann             | 2000. december 21. 2002. augusztus 17.                                  |
| 9. | Tag der Abrechnung               | Michael Schneider | Uwe Kossmann, Georg Marioth | 2000. december 28. 2002. augusztus 24.                                  |